# Els genis prefereixen les rosses
Els genis prefereixen les rosses (títol original en anglès, Insignificance) és una pel·lícula dramàtica d'història alternativa britànica de 1985 dirigida per Nicolas Roeg i protagonitzada per Gary Busey, Michael Emil, Theresa Russell, Tony Curtis i Will Sampson. Adaptada per Terry Johnson de la seva obra de teatre homònima de 1982, la pel·lícula segueix quatre personatges famosos que convergeixen en un hotel de la ciutat de Nova York una nit de 1954: Joe DiMaggio, Albert Einstein, Marilyn Monroe i Joseph McCarthy. S'ha doblat al català.